# Peter Boyle
Peter Boyle (født 18. oktober 1935, død 12. december 2006) var en amerikansk skuespiller. Før Boyle bestemte sig for at blive skuespiller var han munk ved "the Christian Brothers order". Han var bedst kendt for sin rolle som "Frank Barone" i TV-serien Alle elsker Raymond, og for sine filmroller i Frankenstein junior (1974), Taxi Driver (1976) og Monster Ball (2001).
Boyle var bosat i New York, og efterlod sig de to døtre Lucy og Amy, og konen Loraine Alterman Boyle. Han var anerkendt både for komiske og dramatiske roller, og vandt en Emmy-pris i 1996.